# XQuery
XQuery é uma linguagem de consulta, com alguns recursos de  programação, que é projetada para fazer consultas em coleções de dados em XML. Ela é semanticamente similar ao SQL.
XQuery foi desenvolvido pelo grupo de trabalho XML Query do W3C. Foi desenvolvido em colaboração com o XSLT 2.0 pelo Grupo de Trabalho XSL. Os dois grupos de responsabilidades compartilhadas para o XPath 2.0, que é um subconjunto do XQuery 1.0. Tornou-se uma recomendação W3C em 23 de janeiro de 2007.
"A missão do projeto XML Query é proporcionar flexibilidade para extrair os dados reais e virtuais de documentos sobre a World Wide Web, pois proporciona a interacção entre o mundo Web e Banco de Dados."

## O que é XQuery
1) XQuery é a linguagem para consulta de dados no XML, foi construído sobre expressões XPath e é recomendação da W3C;
2) XQuery é uma linguagem para localizar e extrair os elementos e atributos de documentos XML.